# Queda do Avro York LV-XIG
A Queda do Avro York LV-XIG ocorreu em 23 de dezembro de 1946, quando um Avro York da empresa  Flota Aérea Mercante Argentina (FAMA) chocou-se contra uma montanha nas proximidades do Morro do Sertão a oeste do Parque Nacional da Tijuca, matando 20 dos seus 21 ocupantes.

## Aeronave
A Flota Aérea Mercante Argentina (FAMA) foi criada em 1946 sendo a única empresa aérea argentina autorizada a executar voos internacionais. Em meados de 1946 a empresa fez vários voos transatlânticos de teste entre a América do Sul e a Europa.
Em 21 de novembro, a FAMA obteria autorização para operar no Brasil, através do Decreto nº 22.144. O Brasil seria escala essencial para os voos entre a Argentina e a Europa que a empresa planejara. Para realizar essa rota, haviam sido adquiridos 5 Avro York, que receberiam os prefixos LV-AFN, LV-AFY, LV-AFZ, LV-XIG (aeronave acidentada) y LV-XIH (acidentada em 25 de julho de 1947 na Argentina). O Avro York prefixo LV-XIG foi fabricado em 1946, recendo o número de série 1365.

## Acidente
O Avro York prefixo LV-XIG decolou de Londres no dia 22 de dezembro, fazendo escalas em Paris, Dakar e Natal. Essa seria a viagem transatlântica inaugural entre a Argentina e a Grã Bretanha. 
No dia 23, ao se aproximar do Rio (última escala antes de Buenos Aires- destino final do voo transatlântico) se deparou com mau tempo, principalmente chuva forte, contactando a torre do aeroporto do Galeão por volta das 11h30 min (hora local). Sua chegada estava prevista para as 12:30 min. 
Durante a aproximação para o pouso, a aeronave se perdeu em denso nevoeiro indo de encontro a uma elevação na região do Morro do Sertão por volta das 12h00 min, à oeste do Parque Nacional da Tijuca. Como a aeronave estava próxima do pouso, transportando pouco combustível, acabou não explodindo. Isso dificultou a localização dos destroços, localizados por agricultores locais algumas horas depois da queda. Por conta do local ser de difícil acesso, os bombeiros iniciariam a retirada dos corpos mais de 12 horas depois do acidente. 
Dos 21 ocupantes, apenas 2 sobreviveriam ao choque. Um dos sobreviventes, Enrique Lacroix (funcionário da FAMA), faleceria por conta da gravidade dos ferimentos. Com isso, apenas Claudio Mendoza Rios (tenente da Força Aérea Peruana) sobreviveria ao desastre. Entre os mortos estava  o ex interventor da província de Salta e então ministro da embaixada argentina em Portugal , Arturo Fassio. Durante a remoção dos destroços foram encontrados bens valiosos entre a bagagem dos passageiros como dinheiro e joias. Esses bens seriam furtados por conta da ineficiência das autoridades, que notariam o furto apenas muitos dias depois.

## Nacionalidades
| Nacionalidade | Tripulação | Passageiros | Total |
| ------------- | ---------- | ----------- | ----- |
| Reino Unido   | 3          | 3           | 6     |
| Argentina     | 4          | 3           | 7     |
| Itália        | –          | 2           | 2     |
| Peru          | –          | 2           | 2     |
| Desconhecida  | –          | 4           | 4     |
| Total         | 7          | 14          | 21    |

## Consequências
O acidente no Rio seria o primeiro dos 7 acidentes graves sofridos pela FAMA em sua curta existência. Naquela época, as cartas aeronáuticas não eram precisas e eram raros serem encontrados erros na altitude de morros e montanhas. Aliado ao mau tempo e a inexistência (à época) de eficientes equipamentos para proporcionar um voo seguro por instrumentos contribuiriam para o acidente.
Por conta do controle da empresa argentina pertencer ao governo argentino, muitos pilotos militares assumiram o comando de suas aeronaves. Esses pilotos militares protagonizariam diversos atos de desrespeito às autoridades aéreas brasileiras. Era frequente o desrespeito de ordens da torre de controle, pousos não programados e não autorizados previamente. Esse comportamento rendeu diversas punições aos aviadores argentinos.